# محمد القباني
محمد توفيق محمد القباني ولد في (25 سبتمبر 1947 القدس)، ممثل أردني درس وتخرج من جامعة محمد الخامس في الرباط بالمغرب من كلية الحقوق ونال الإجازة في الحقوق فرع العلوم السياسية.
بدء الاشتراك في الأعمال الفنية من عام 1972 بالإضافة إلى الوظيفة واحتراف العمل الفني كليا من عام 1982 يعتبر من المؤسسين لرابطة المسرحيين الأردنيين وعضو في هيئاتها الإدارية حتى تحولت إلى رابطة الفنانين الأردنيين. أصبح رئيسا لها لدورتين من عام 1990 كما كان عضوا ثم رئيسا لفرقة الفوانيس. عضو مؤسس في اتحاد المسرحيين العرب وشارك في العديد من المهرحانات المحلية والعربية والدولية واللجان العليا لهاو لجان التحكيم، وعضو مؤسس لمنتدى النقد الدرامي في عمان 25 ايار 2012 ورئيس أول دورة له لغاية تشرين الثاني 2014
وعضو رابطة الكتاب الأردنيين ومقرر لجنة الدراما فيها 2013-2015

## أعماله

### الأعمال التلفزيونية
- إبراهيم طوقان عام 1984
- كان يا مكان - إخراج عبد القادر نجيب
- لعبة الحياة - إخراج عبد القادر نجيب
- الفجر العظيم - إخراج عدنان الرمحي
- جدار الشوك - إخراج عروة زريقات
- هبوب الريح - إخراج محمد عزيزية
- عروة بن الورد - إخراج صلاح أبو هنود
- صبح والمنصور - إخراج أنطون ريمي
- المهلب بن أبي صفرة - إخراج عدنان الرمحي
- خطوات نحو المستحيل - إخراج محمد العوالي
- الفرح المنسي - إخراج محمد العوالي
- أبو حيان التوحيدي - إخراج صلاح أبو هنود
- طرفة بن العبد - إخراج صلاح أبو هنود
- حتى آخر جندي - إخراج صلاح أبو هنود
- الدرب الطويل - إخراج صلاح أبو هنود
- وشم على جدار الزمن - إخراج صلاح أبو هنود
- أبو فراس الحمداني - إخراج صلاح أبو هنود
- الوصية - إخراج سعود الفياض
- السقايا - إخراج سعود الفياض
- المعلقات - إخراج عبد الوهاب الهندي
- الأخدود - إخراج عزمي مصطفى
- العطش والينبوع - إخراج عزمي مصطفى
- وضحا وابن عجلان - إخراج عزمي مصطفى
- المرابطون والأندلس - إخراج ناجي طعمة
- رحلة صيد - إخراج نجدت أنزور
- فارس بني مروان - إخراج نجدت أنزور
- سلطانة - إخراج إياد الخزوز
- أبو جعفر المنصور - إخراج شوقي الماجري
- الاجتياح - إخراج شوقي الماجري
- صراخ الدفاتر العتيقة - إخراج محمد الدميسي
- جرح المال - إخراج بسام المصري
- حب في الهايد بارك - - 2009
- مسلسل خيبر.... مسلسل تاريخي إنتاج 2013

### الأعمال السينمائية
- حكاية شرقية - فيلم سينمائي أردني من إخراج نجدت أنزور
- الملك غازي - فيلم سينمائي عراقي من إخراج محمد شكري جميل

-العديد من الأفلام الوثائقية والتسجيلية والكرتونية والدبلاج.
-العديد من المسلسلات الإذاعية
-كتابة أبريت "طيور الوطن"
-كتابة مغناة "القدس المأسورة"
-كتابة عدد من إشارات المسلسلات التلفزيونية

### في المسرح
- مسرحية حبيس العشق في القمقم
- مسرحية دائما نعود إليها
- مسرحية الصاري والربان

### المشاركة في المسرحيات
- المفتش العام - إخراج طارق برقاوي
- حذاء السيد طافش - إخراج ماهر خماش
- حفلة على غفلة - إخراج عمر شاهين
- حفلة على الخزوق - إخراج أحمد شقم
- رحلة حرحش - إخراج خالد الطريفي
- ليالي الحصاد - إخراج حاتم السيد
- عاش جلجامش - إخراج نادر عمران
- طيبة تصعد إلى السماء - إخراج نادر عمران
- سيدي الجنرال - إخراج حيان الجعبة
- معقدة ببساطة - إخراج عماد عطواني
- ألف حكاية وحكاية (في سوق عكاظ) - إخراج الطيب الصديقي

## وفاته
توفي القباني صباح الأحد 31 مايو 2015 في مركز الحسين للسرطان عن عمر يناهز 67 عاما، وكان القباني يعاني من مرض سرطان الرئة وبدأ العلاج في المركز قبل عدة أشهر من وفاته، وأدخل قسم العناية المُركزة يوم السبت 19 أبريل 2015 إلى أن توفي صباح الأحد 31 مايو 2015

## روابط خارجية
- محمد القباني على موقع قاعدة بيانات الأفلام العربية